# Дилетантизм
Дилетантизм (дилетантство) (від лат. delecto — насолоджую, тішу, бавлю) — заняття якою-небудь діяльністю, наприклад, наукою, мистецтвом, ремеслом — без належних знань і професійної підготовки. У сучасному розумінні нерідко виходять із приблизно такого розуміння: дилетант не має глибоких знань про предмет своїх занять, тому припускається помилок. Як правило, це людина, що обмежує масштаб пізнань власним досвідом, або судження якої відносно чого-небудь засновані на поверхневих пізнаннях.
Відомі випадки, коли дилетанти домагалися певних успіхів.
Природно протиставляти дилетантів (любителів) і професіоналів. Це протиставлення звичайне, але не завжди виявляється на користь останніх. Відомий вислів:
«Ніколи не бійся робити те, що ти не вмієш. Пам'ятай, ковчег було побудовано любителем. Професіонали побудували «Титанік»» .
Характерний приклад діяльності дилетантів-механіків — конструювання вічного двигуна: науково доведено і загальновідомо, що він неможливий, однак спроби такого роду не припиняються.